# Bob Fullam
Robert Fullam, detto Bob (17 settembre 1895 – 21 luglio 1971), è stato un calciatore e allenatore di calcio irlandese, di ruolo attaccante.

## Carriera
Cresciuto nello Shelbourne, nel 1921 si trasferisce allo Shamrock Rovers. Nel 1923 conquista il titolo irlandese, vincendo la classifica marcatori con 27 centri. È nuovamente protagonista nel 1925, dove aiuta lo Shamrock a vincere il torneo nazionale segnando 20 gol. Sempre nel 1925 la società ottiene il successo nella coppa d'Irlanda. In seguito vince altri due campionati irlandesi e altre cinque coppe nazionali consecutive.
Il 21 marzo 1926 debutta in Nazionale giocando a Torino contro l'Italia (3-0). Il 23 aprile del 1927 gioca la sua seconda ed ultima partita con l'Irlanda, affrontando nuovamente l'Italia e siglando l'unica rete irlandese nel 2-1 finale.
In seguito allena lo Shamrock Rovers portando a casa due Coppe d'Irlanda (1944 e 1945).

## Palmarès

### Giocatore

#### Club
- Campionato irlandese: 4

Shamrock Rovers: 1922-1923, 1924-1925, 1928-1929, 1931-1932
- Coppa d'Irlanda: 6

Shamrock Rovers: 1924-1925, 1928-1929, 1929-1930, 1930-1931, 1931-1932, 1932-1933

#### Individuale
- Capocannoniere del campionato irlandese: 1

1922-1923 (27 gol)

### Allenatore
- Coppa d'Irlanda: 2

Shamrock Rovers: 1943-1944, 1944-1945